# Endiandra virens
Endiandra virens är en lagerväxtart som beskrevs av Ferdinand von Mueller. Endiandra virens ingår i släktet Endiandra och familjen lagerväxter. Inga underarter finns listade i Catalogue of Life.